# Rancid
Rancid er et punk/rock-band fra USA.
Rancid blev formet i 1991 af Tim Armstrong og Matt Freeman

## Diskografi
- Let's Go (1994)
- And out come the wolves (1995)
- Life won't wait (1998)
- Rancid (2000)
- BYO Split Series Volume III (2002)
- Indestructable (2003)
- B Sides and C Sides (2007)
- Let the dominoes fall (2009)
- Honor is all we know (2014)
- All the Moon Stomper's (2015 kompilering)

| Musikgruppe | Spire Denne artikel om en amerikansk musikgruppe er en spire som bør udbygges. Du er velkommen til at hjælpe Wikipedia ved at udvide den. |